# Maria Kołączkowska

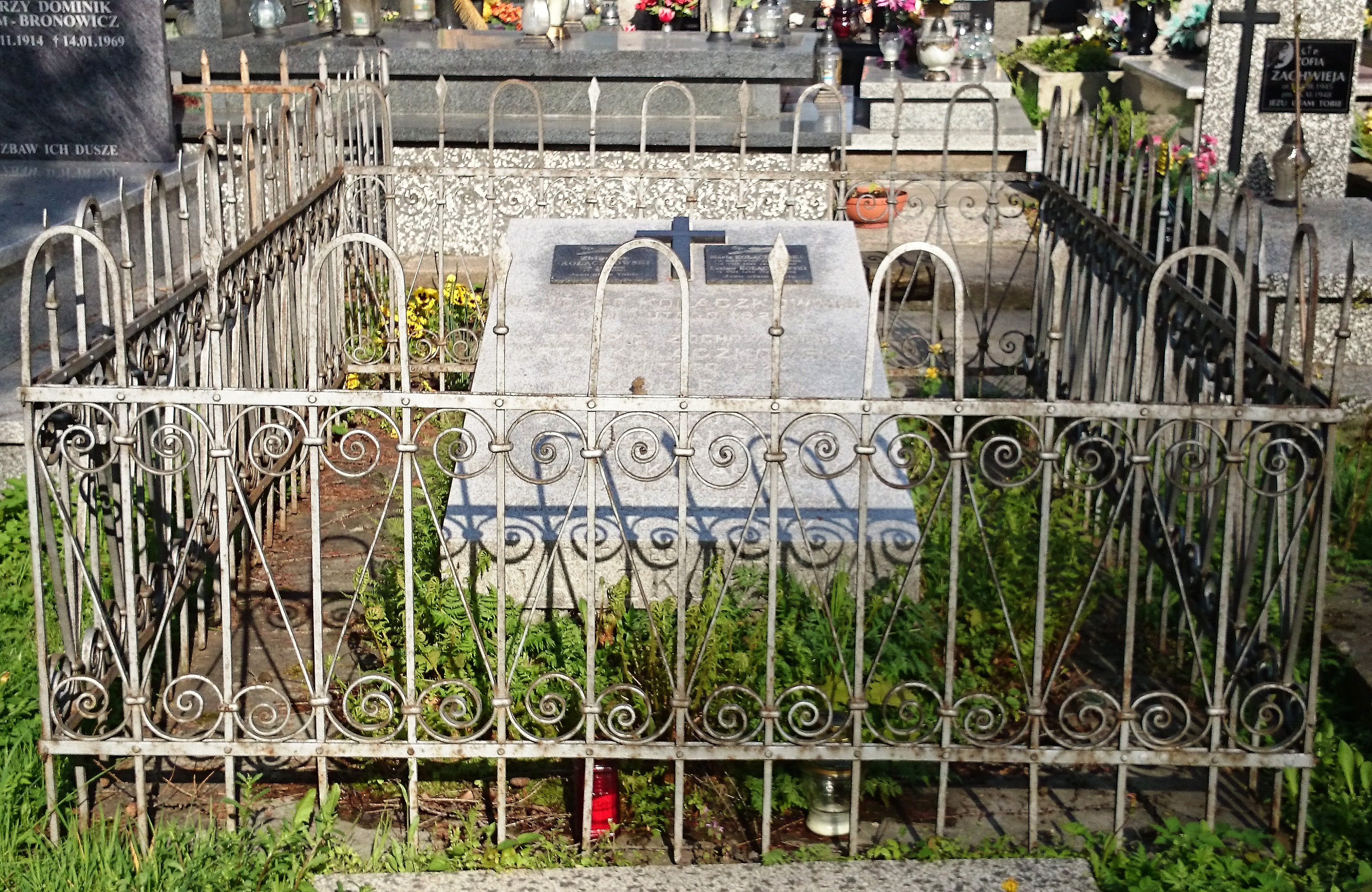
Grób rodziny Kołączkowskich, w którym leży również Maria, na cmentarzu pod Huliną w Szczawnicy

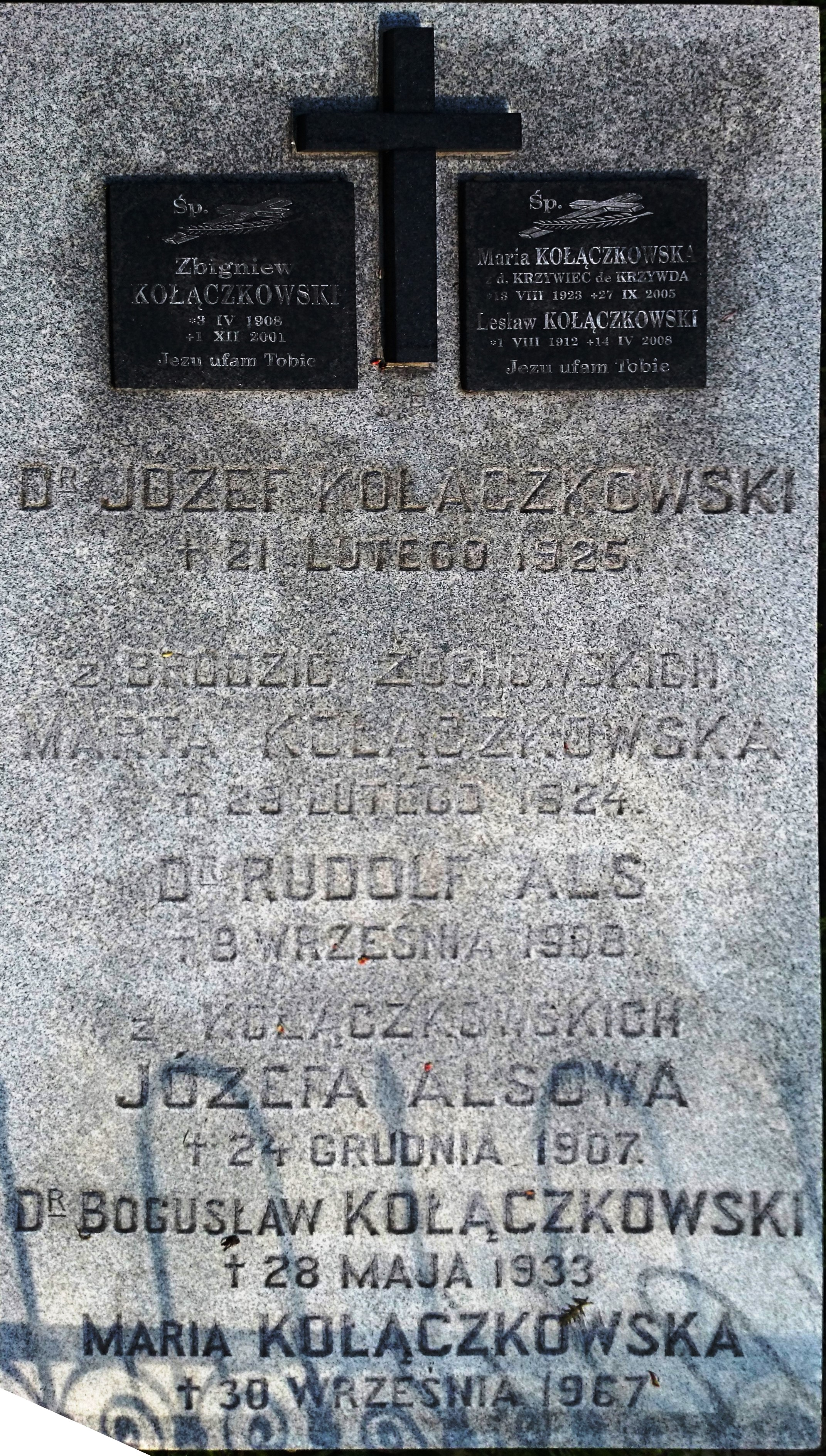
Płyta nagrobna grobu Kołączkowskich

Maria Kołączkowska pseud. Muszka (ur. w 1883, zm. 30 września 1967) – polska działaczka społeczna i niepodległościowa, właścicielka kompleksu sanatoriów w Parku Dolnym w Szczawnicy, założonego przez jej ojca Józefa Kołączkowskiego.

## Życiorys
Była córką Józefa Kołączkowskiego i Marty z Żochowskich. Od początku lat 20. XX wieku zarządzała „Hydropatią” – Zakładem Wodoleczniczym swojego ojca. Przejąwszy zarządzanie Zakładem wprowadziła do niego atmosferę salonu kulturalnego, była muzą poetów odwiedzających Szczawnicę, bywali u niej  m.in.: Juliusz Kleiner, Stanisław Wasylewski, Ewa Bandrowska-Turska, Lena Żelichowska, Stanisław Witkiewicz, Henryk Zbierzchowski. Koncertowała tu Ada Sari i inni znani artyści.
W czasie okupacji niemieckiej Maria Kołączkowska brała aktywny udział w działalności niepodległościowej. W jej domach działały punkty przerzutowe przez zieloną granicę. Jednym z najaktywniejszych działaczy ZWZ w Szczawnicy był jej syn Zbigniew.

## Bogusław Chrzan Kołączkowski
Mąż Marii, Bogusław Chrzan był doktorem praw i do 1931 roku prokuratorem w Nowym Sączu. Po śmierci teścia w 1925 roku stał się współwłaścicielem Zakładu Wodoleczniczego. Był też aktywnym działaczem społecznym: był kierownikiem nowosądeckiego oddziału Państwowego Komitetu Pomocy Dzieciom, przewodniczącym Stowarzyszenia „Biały Krzyż” w Nowym Sączu, opiekującym się żołnierzami 1 Pułku Strzelców Podhalańskich (prowadził wśród podopiecznych kursy nauki czytania i pisania, historii i higieny). Był również działaczem pienińskiego oddziału Towarzystwa Tatrzańskiego, przewodniczącym Komisji Zdrojowej w Szczawnicy w latach 1931–1932 oraz inicjatorem budowy elektrowni w uzdrowisku (elektrownia została uruchomiona w listopadzie 1932 roku).
W 1929 roku spełniając wolę teścia, dla zachowania ciągłości tradycji zakładów, zmienił nazwisko na Kołączkowski. Zmarł w roku 1933 (Alina Węglarz podaje mylną datę 1932).
Oboje Maria i Bogusław leżą w grobie Kołączkowskich na cmentarzu pod Huliną w Szczawnicy.

## Życie rodzinne
Maria i Bolesław Kołączkowscy mieli dwóch synów:
- Zbigniewa (1908–2002) i
- Lesława (1912–2008) – inżyniera leśnika.